# 1 000 kilomètres de Monza 2005
Navigation
Édition précédente Édition suivante
Les 1 000 kilomètres de Monza 2005, disputées le 10 juillet 2005 sur l'Autodromo Nazionale Monza, sont la cinquante-et-unième édition de cette épreuve, la vingt-huitième sur un format de 1 000 kilomètres, et la deuxième manche des Le Mans Endurance Series 2005.

## Course

### Classement de la course
Classement à l'issue de la course (vainqueurs de catégorie en gras), :
| Pos. | Catégorie | N° | Concurrent (Écurie si différente)                   | Pilotes                                                                 | Châssis/Moteur              | Pneus | Tours/Abandon |
| ---- | --------- | -- | --------------------------------------------------- | ----------------------------------------------------------------------- | --------------------------- | ----- | ------------- |
| 1    | LMP1      | 17 | Pescarolo Sport                                     | Emmanuel Collard Jean-Christophe Boullion                               | Pescarolo C60 Hybrid        | M     | 173           |
| 1    | LMP1      | 17 | Pescarolo Sport                                     | Emmanuel Collard Jean-Christophe Boullion                               | Judd GV5 5.0L V10           | M     | 173           |
| 2    | LMP1      | 9  | Team Jota                                           | Sam Hignett John Stack Haruki Kurosawa                                  | Zytek 04S                   | D     | 168           |
| 2    | LMP1      | 9  | Team Jota                                           | Sam Hignett John Stack Haruki Kurosawa                                  | Zytek ZG348 3.4L V8         | D     | 168           |
| 3    | LMP1      | 8  | Rollcentre Racing                                   | Martin Short João Barbosa Vanina Ickx                                   | Dallara SP1                 | M     | 166           |
| 3    | LMP1      | 8  | Rollcentre Racing                                   | Martin Short João Barbosa Vanina Ickx                                   | Judd GV4 4.0L V10           | M     | 166           |
| 4    | LMP2      | 36 | Paul Belmondo Racing                                | Karim Ojjeh Claude-Yves Gosselin Vincent Vosse                          | Courage C65                 | M     | 165           |
| 4    | LMP2      | 36 | Paul Belmondo Racing                                | Karim Ojjeh Claude-Yves Gosselin Vincent Vosse                          | Ford (AER) 2.0L Turbo I4    | M     | 165           |
| 5    | LMP2      | 39 | Chamberlain Synergy Motorsport                      | Bob Berridge Gareth Evans Peter Owen                                    | Lola B05/40                 | D     | 164           |
| 5    | LMP2      | 39 | Chamberlain Synergy Motorsport                      | Bob Berridge Gareth Evans Peter Owen                                    | AER P07 2.0L Turbo I4       | D     | 164           |
| 6    | LMP1      | 13 | Courage Compétition                                 | Jean-Marc Gounon Christian Vann Alexander Frei                          | Courage C60 Hybrid          | Y     | 161           |
| 6    | LMP1      | 13 | Courage Compétition                                 | Jean-Marc Gounon Christian Vann Alexander Frei                          | Judd GV4 4.0L V10           | Y     | 161           |
| 7    | LMP1      | 7  | Creation Autosportif                                | Nicolas Minassian Jamie Campbell-Walter                                 | DBA 03S                     | M     | 160           |
| 7    | LMP1      | 7  | Creation Autosportif                                | Nicolas Minassian Jamie Campbell-Walter                                 | Judd GV5 5.0L V10           | M     | 160           |
| 8    | GT1       | 51 | BMS Scuderia Italia                                 | Christian Pescatori Michele Bartyan Toni Seiler                         | Ferrari 550 GTS Maranello   | P     | 158           |
| 8    | GT1       | 51 | BMS Scuderia Italia                                 | Christian Pescatori Michele Bartyan Toni Seiler                         | Ferrari 5.9L V12            | P     | 158           |
| 9    | GT1       | 67 | MenX                                                | Robert Pergl Tomáš Enge Jaroslav Janiš                                  | Ferrari 550 GTS Maranello   | M     | 158           |
| 9    | GT1       | 67 | MenX                                                | Robert Pergl Tomáš Enge Jaroslav Janiš                                  | Ferrari 5.9L V12            | M     | 158           |
| 10   | LMP1      | 15 | Zytek Motorsport                                    | Tom Chilton Hayanari Shimoda                                            | Zytek 04S                   | M     | 157           |
| 10   | LMP1      | 15 | Zytek Motorsport                                    | Tom Chilton Hayanari Shimoda                                            | Zytek ZG348 3.4L V8         | M     | 157           |
| 11   | LMP2      | 25 | RML                                                 | Mike Newton Thomas Erdos                                                | MG-Lola EX264               | M     | 157           |
| 11   | LMP2      | 25 | RML                                                 | Mike Newton Thomas Erdos                                                | MG (AER) XP20 2.0L Turbo I4 | M     | 157           |
| 12   | GT1       | 61 | Convers Team ( Cirtek Motorsport)                   | Nikolai Fomenko Alexey Vasilyev Christophe Bouchut                      | Ferrari 550 GTS Maranello   | M     | 156           |
| 12   | GT1       | 61 | Convers Team ( Cirtek Motorsport)                   | Nikolai Fomenko Alexey Vasilyev Christophe Bouchut                      | Ferrari 5.9L V12            | M     | 156           |
| 13   | LMP1      | 10 | Racing for Holland                                  | Jan Lammers Beppe Gabbiani Felipe Ortiz (de)                            | Dome S101                   | D     | 154           |
| 13   | LMP1      | 10 | Racing for Holland                                  | Jan Lammers Beppe Gabbiani Felipe Ortiz (de)                            | Judd GV4 4.0L V10           | D     | 154           |
| 14   | GT1       | 52 | BMS Scuderia Italia                                 | Fabrizio Gollin Matteo Cressoni António Coimbra                         | Ferrari 550 GTS Maranello   | P     | 154           |
| 14   | GT1       | 52 | BMS Scuderia Italia                                 | Fabrizio Gollin Matteo Cressoni António Coimbra                         | Ferrari 5.9L V12            | P     | 154           |
| 15   | GT2       | 90 | Sebah Automotive                                    | Xavier Pompidou Marc Lieb                                               | Porsche 911 GT3 R (996)     | D     | 151           |
| 15   | GT2       | 90 | Sebah Automotive                                    | Xavier Pompidou Marc Lieb                                               | Porsche 3.6L Flat-6         | D     | 151           |
| 16   | GT2       | 93 | Scuderia Ecosse                                     | Andrew Kirkaldy Nathan Kinch                                            | Ferrari 360 Modena GT       | P     | 149           |
| 16   | GT2       | 93 | Scuderia Ecosse                                     | Andrew Kirkaldy Nathan Kinch                                            | Ferrari 3.6L V8             | P     | 149           |
| 17   | GT2       | 83 | Seikel Motorsport                                   | Horst Felbermayr Sr. Horst Felbermayr Jr. Philip Collin                 | Porsche 911 GT3 RS (996)    | Y     | 147           |
| 17   | GT2       | 83 | Seikel Motorsport                                   | Horst Felbermayr Sr. Horst Felbermayr Jr. Philip Collin                 | Porsche 3.6L Flat-6         | Y     | 147           |
| 18   | GT2       | 73 | Ice Pol Racing Team                                 | Yves Lambert Christian Lefort Markus Palttala                           | Porsche 911 GT3-RSR         | D     | 147           |
| 18   | GT2       | 73 | Ice Pol Racing Team                                 | Yves Lambert Christian Lefort Markus Palttala                           | Porsche 3.6L Flat-6         | D     | 147           |
| 19   | GT2       | 79 | JP Racing                                           | Jens Petersen Oliver Mathai Jan-Dirk Lueders                            | Porsche 911 GT3 RS (996)    | P     | 144           |
| 19   | GT2       | 79 | JP Racing                                           | Jens Petersen Oliver Mathai Jan-Dirk Lueders                            | Porsche 3.6L Flat-6         | P     | 144           |
| 20   | GT2       | 98 | James Watt Automotive                               | Paul Daniels Thierry Stépec                                             | Porsche 911 GT3 RS (996)    | D     | 141           |
| 20   | GT2       | 98 | James Watt Automotive                               | Paul Daniels Thierry Stépec                                             | Porsche 3.6L Flat-6         | D     | 141           |
| 21   | GT1       | 68 | JMB Racing                                          | Antoine Gosse Peter Kutemann Hans Hugenholtz                            | Ferrari 575 GTC             | P     | 138           |
| 21   | GT1       | 68 | JMB Racing                                          | Antoine Gosse Peter Kutemann Hans Hugenholtz                            | Ferrari 6.0L V12            | P     | 138           |
| 22   | LMP2      | 46 | Scuderia Villorba Corse                             | Mauro Prospero Denny Zardo                                              | Lucchini SR2001             | Y     | 132           |
| 22   | LMP2      | 46 | Scuderia Villorba Corse                             | Mauro Prospero Denny Zardo                                              | Alfa Romeo 3.0L V6          | Y     | 132           |
| 23   | GT2       | 89 | Sebah Automotive                                    | Lars Erik Nielsen Pierre Ehret Thorkild Thyrring                        | Porsche 911 GT3 RSR (996)   | D     | 131           |
| 23   | GT2       | 89 | Sebah Automotive                                    | Lars Erik Nielsen Pierre Ehret Thorkild Thyrring                        | Porsche 3.6L Flat-6         | D     | 131           |
| 24   | GT1       | 53 | A-Level Engineering                                 | Wolfgang Kaufmann Marcel Tiemann                                        | Porsche 911 Turbo (996)     | M     | 127           |
| 24   | GT1       | 53 | A-Level Engineering                                 | Wolfgang Kaufmann Marcel Tiemann                                        | Porsche 3.6L Turbo Flat-6   | M     | 127           |
| Abd. | GT1       | 64 | Japan Lamborghini Owners Club ( Reiter Engineering) | Peter Kox Norman Simon                                                  | Lamborghini Murciélago R-GT | M     | 133           |
| Abd. | GT1       | 64 | Japan Lamborghini Owners Club ( Reiter Engineering) | Peter Kox Norman Simon                                                  | Lamborghini 6.0L V12        | M     | 133           |
| Abd. | LMP2      | 30 | Kruse Motorsport                                    | Philip Bennett Michael Vergers Juan Barazi                              | Courage C65                 | P     | 122           |
| Abd. | LMP2      | 30 | Kruse Motorsport                                    | Philip Bennett Michael Vergers Juan Barazi                              | Judd XV675 3.4L V8          | P     | 122           |
| Abd. | GT2       | 97 | Tech9 Motorsport                                    | Charoensukhawatana Nattavude Sontaya Kunplome Inthraphuvasak Vutthikorn | Porsche 911 GT3 RS (996)    | D     | 121           |
| Abd. | GT2       | 97 | Tech9 Motorsport                                    | Charoensukhawatana Nattavude Sontaya Kunplome Inthraphuvasak Vutthikorn | Porsche 3.6L Flat-6         | D     | 121           |
| Abd. | GT1       | 57 | Paul Belmondo Racing                                | Jean-Michel Papolla Romain Iannetta Didier Sommereau                    | Chrysler Viper GTS-R        | M     | 116           |
| Abd. | GT1       | 57 | Paul Belmondo Racing                                | Jean-Michel Papolla Romain Iannetta Didier Sommereau                    | Chrysler 8.0L V8            | M     | 116           |
| Abd. | GT2       | 76 | Autorlando Sport                                    | Mike Rockenfeller Franco Groppi Luigi Moccia                            | Porsche 911 GT3 RSR (996)   | P     | 94            |
| Abd. | GT2       | 76 | Autorlando Sport                                    | Mike Rockenfeller Franco Groppi Luigi Moccia                            | Porsche 3.6L Flat-6         | P     | 94            |
| Abd. | GT1       | 63 | Japan Lamborghini Owners Club ( Reiter Engineering) | Marco Apicella Kouji Yamanishi Hisashi Wada                             | Lamborghini Murciélago R-GT | M     | 85            |
| Abd. | GT1       | 63 | Japan Lamborghini Owners Club ( Reiter Engineering) | Marco Apicella Kouji Yamanishi Hisashi Wada                             | Lamborghini 6.0L V12        | M     | 85            |
| Abd. | GT2       | 88 | Gruppe M Racing                                     | Jonathan Cocker Tim Sugden                                              | Porsche 911 GT3 R (996)     | P     | 82            |
| Abd. | GT2       | 88 | Gruppe M Racing                                     | Jonathan Cocker Tim Sugden                                              | Porsche 3.6L Flat-6         | P     | 82            |
| Abd. | LMP2      | 31 | Noël del Bello Racing                               | Christophe Tinseau Ni Amorim Bastien Brière                             | Courage C65                 | M     | 75            |
| Abd. | LMP2      | 31 | Noël del Bello Racing                               | Christophe Tinseau Ni Amorim Bastien Brière                             | Mecachrome 3.4L V8          | M     | 75            |
| Abd. | LMP2      | 27 | Horag Lista Racing                                  | Didier Theys Fredy Lienhard                                             | Lola B05/40                 | M     | 63            |
| Abd. | LMP2      | 27 | Horag Lista Racing                                  | Didier Theys Fredy Lienhard                                             | Judd XV675 3.4L V8          | M     | 63            |
| Abd. | LMP2      | 45 | Lucchini Engineering                                | Piergiuseppe Peroni Mirko Savoldi                                       | Lucchini LMP2/04            | D     | 61            |
| Abd. | LMP2      | 45 | Lucchini Engineering                                | Piergiuseppe Peroni Mirko Savoldi                                       | Judd XV675 3.4L V8          | D     | 61            |
| Abd. | LMP2      | 28 | Ranieri Randaccio                                   | Ranieri Randaccio Fabio Mancini                                         | Tampolli SR2                | D     | 56            |
| Abd. | LMP2      | 28 | Ranieri Randaccio                                   | Ranieri Randaccio Fabio Mancini                                         | Nicholson-McLaren 3.3L V8   | D     | 56            |
| Abd. | GT1       | 56 | Paul Belmondo Racing                                | Pierre Perret Benjamin Leuenberger Karim Ajlani                         | Chrysler Viper GTS-R        | M     | 53            |
| Abd. | GT1       | 56 | Paul Belmondo Racing                                | Pierre Perret Benjamin Leuenberger Karim Ajlani                         | Chrysler 8.0L V10           | M     | 53            |
| Abd. | LMP2      | 20 | Pir Compétition                                     | Pierre Bruneau Marc Rostan Jean-Philippe Peugeot                        | Pilbeam MP93                | M     | 45            |
| Abd. | LMP2      | 20 | Pir Compétition                                     | Pierre Bruneau Marc Rostan Jean-Philippe Peugeot                        | JPX (Mader) 3.4L V6         | M     | 45            |
| Abd. | GT2       | 86 | Noble Group ( Gruppe M Racing)                      | Darryl O'Young Matthew Marsh                                            | Porsche 911 GT3 RSR (996)   | P     | 45            |
| Abd. | GT2       | 86 | Noble Group ( Gruppe M Racing)                      | Darryl O'Young Matthew Marsh                                            | Porsche 3.6L Flat-6         | P     | 45            |
| Abd. | GT2       | 81 | Team LNT                                            | Jonny Kane Warren Hughes                                                | TVR Tuscan T400R            | D     | 26            |
| Abd. | GT2       | 81 | Team LNT                                            | Jonny Kane Warren Hughes                                                | TVR Speed Six 4.0L I6       | D     | 26            |
| Abd. | LMP1      | 5  | GP Racing                                           | Alex Caffi Michele Serafini Leonardo Maddalena                          | Promec PJ119                | Y     | 25            |
| Abd. | LMP1      | 5  | GP Racing                                           | Alex Caffi Michele Serafini Leonardo Maddalena                          | Judd GV4 4.0L V10           | Y     | 25            |
| Abd. | LMP2      | 37 | Paul Belmondo Racing                                | Paul Belmondo Didier André                                              | Courage C65                 | M     | 21            |
| Abd. | LMP2      | 37 | Paul Belmondo Racing                                | Paul Belmondo Didier André                                              | Ford (AER) 2.0L Turbo I4    | M     | 21            |
| Abd. | GT2       | 99 | GPC Sport                                           | Gabrio Rosa Luca Drudi Fabio Babini                                     | Ferrari 360 Modena GT       | P     | 20            |
| Abd. | GT2       | 99 | GPC Sport                                           | Gabrio Rosa Luca Drudi Fabio Babini                                     | Ferrari 3.6L V8             | P     | 20            |
| Abd. | LMP2      | 41 | Binnie Motorsports                                  | William Binnie Adam Sharpe Robert Julien                                | Lola B05/40                 | P     | 7             |
| Abd. | LMP2      | 41 | Binnie Motorsports                                  | William Binnie Adam Sharpe Robert Julien                                | Nicholson-McLaren 3.3L V8   | P     | 7             |
| Np.  | GT2       | 82 | Team LNT                                            | Marc Hynes Patrick Pearce Lawrence Tomlinson                            | TVR Tuscan T400R            | D     | -             |
| Np.  | GT2       | 82 | Team LNT                                            | Marc Hynes Patrick Pearce Lawrence Tomlinson                            | TVR Speed Six 4.0L I6       | D     | -             |